# Kabir Bedi
Kabir Bedi (Lahor, 1946. január 16. –) indiai televízió- és filmszínész. Leghíresebb szerepe Sandokan A maláj tigris című olasz tévésorozatban.

## Életpályája
Kabir Bedi 1946-ban született a brit indiai Lahorban (ma Pakisztán) egy háromgyermekes szikh családban. Apja Baba Pyare Lal Bedi szerkesztő, filozófus volt. Édesanyja a brit Freda Bedi (Frida Bedi, Sister Palmo vagy Gelongma Karma Kechog Palmo néven is ismerték). Freda Bedi 1911-ben Angliában, Derbyben látta meg a napvilágot Freda Houlston néven.
Bedi színpadi szerepekkel kezdte pályáját az 1960-as években, ahonnan hamar átkerült a filmiparba. Az 1976-ban készült hatrészes Maláj tigris című mini tévésorozat révén nevét megismerte egész Európa és Amerika. Ebből később egy kevésbé sikeres mozifilm is készült. A 18. században játszódó, maláj kalóz és hazafi Sandokan története a gyönyörű eredeti helyszíneknek is nagy népszerűséget szerzett, ez tette világszerte kedvelt turistacélponttá Malajziát. Kabir Bedi is jól keresett a sorozaton, ezt a pénzt az indiai filmiparba fektette, és ennek jövedelméből él. Ismertebb mozifilmjei A bagdadi tolvaj, 007-es ügynök – Polipka és a Musza Dagh negyven napja. Számtalan amerikai tv-sorozatban feltűnt epizódszerepekben: Knight Rider, Magnum, Gazdagok és szépek, Hegylakó, Dinasztia. Szerepei mellett békeharcos-küldetéssel járja a világot, a burmai diktatúra elleni harc egyik fő képviselője.
Háromszor nősült meg. Első házasságából egy lánya és két fia született. Lánya Pooja Bedi filmszínésznő, idősebbik fia, Siddharth, amerikai egyetemi évei után skizofréniától szenvedve öngyilkos lett, másik fia, Adam, Hollywoodban a filmgyártásban dolgozik, számítógépes effektusokkal foglalkozik.

## Filmográfia
- A maláj tigris (1976)
- A fekete kalóz (1976)
- A tigris még él – Sandokan, a felkelő (1977)
- A bagdadi tolvaj (1978)
- Ashanti (1979)
- Yuvraaj (1979)
- 007 – Polipka (1983)
- Testőrkommandó (1988)
- A tank (Háborús fenevad) (1988)
- Maktub – A sivatag törvénye (1989)
- Törvényen kívül(1992)
- A maharadzsa lánya (1994)
- OP Center (1995)
- Il Ritorno di Sandokan (1996)
- Tiltott föld (1997)
- Őrangyalok (1997)
- Drága doktor úr (1998)
- Kohram (1999)
- A sárkány éve (2001)
- Anita és én (2002)
- Neked mindig itt vagyok! (2004)
- Körutazás (2004)

## Könyve magyarul
- Életem igaz története; ford. Bódogh-Szabó Pál; Kossuth, Bp., 2021